# Mirabello Monferrato
Mirabello Monferrato é uma comuna italiana da região do Piemonte, província de Alexandria, com cerca de 1.361 habitantes. Estende-se por uma área de 13 km², tendo uma densidade populacional de 105 hab/km². Faz fronteira com Giarole, Lu, Occimiano, San Salvatore Monferrato, Valenza.

## Demografia
| Variação demográfica do município entre 1861 e 2011                               |
|                                                                                   |
| Fonte: Istituto Nazionale di Statistica (ISTAT) - Elaboração gráfica da Wikipedia |